# NGC 6684
NGC 6684  ist eine linsenförmige Galaxie im Sternbild Pfau. Sie ist schätzungsweise 35 Millionen Lichtjahre von der Milchstraße entfernt.
Die Galaxie wurde am 8. Juni 1836 von dem Astronomen John Herschel mit seinem 18,7-Zoll-Teleskop  entdeckt und später von Johan Dreyer in seinen New General Catalogue aufgenommen.